# Jezioro Grażymowskie Zachodnie
Jezioro Grażymowskie Zachodnie – jezioro położone w Polsce w gminie Prabuty w powiecie kwidzyńskim w województwie pomorskim. Jezioro to, zwane też Matecznym, położone jest w dorzeczu rzeki Liwy. Jest to akwen owalny, nieco wydłużony z zalesioną wyspą o powierzchni 0,8 ha. Jego całkowita powierzchnia wynosi 74,8 ha, a średnia głębokość 2,4 m. Konfiguracja brzegów jest urozmaicona, od bardzo wysokich i stromych do płaskich, a nawet podmokłych. Jezioro połączone jest z Jeziorem Grażymowskim Wschodnim kanałem o długości ok. 0,5 km. Oba jeziora Grażymowskie są bardzo interesującymi zbiornikami wodnymi pod względem wędkowania oraz naturalnych, niezagospodarowanych, wręcz dziewiczych brzegów.